# Stade Pierre-de-Coubertin
Pour les articles homonymes, voir Stade Pierre-de-Coubertin (homonymie).
Le stade Pierre-de-Coubertin, portant le nom de Pierre de Coubertin, est une salle omnisports située dans le 16e arrondissement de Paris, à la lisière de Boulogne-Billancourt.
Ce site est desservi par la station de métro Porte de Saint-Cloud (ligne 9).

## Histoire

### Débuts du stade
Le stade Pierre-de-Coubertin a été inauguré en 1937 dans le cadre de l'Exposition universelle, en même temps que les fontaines de la porte de Saint-Cloud voisines. À la suite de la Seconde Guerre mondiale, la salle a été reconstruite en 1946 puis a bénéficié d'une rénovation en 1990. Il s'agit du premier stade multisport couvert construit en France.
Le premier match international de l'équipe de France masculine de volley-ball se tient à Coubertin en 1938. Cette même année, l'équipe de France masculine de basket-ball y évolue également.
Le 28 mars 1943, la « Fête du printemps » est organisée au stade Pierre-de-Coubertin par le Front révolutionnaire national (FRN, parti politique collaborationniste dit « Parti unique », regroupant le RNP de Marcel Déat, le Francisme de Marcel Bucard, le groupe collaboration d'Alphonse de Châteaubriant ainsi que le mouvement des Jeunes de l'Europe nouvelle de Marc Augier (l'écrivain Saint-Loup).
Le 6 février 1971, le premier tournoi de Paris de judo a lieu à Coubertin. Depuis 2000, ce tournoi annuel se tient au palais omnisports de Paris-Bercy.
En dehors des évènements sportifs, le fait le plus notable à propos de Coubertin fut son utilisation par la police française en octobre 1961 à la suite du massacre du 17 octobre 1961 pour parquer des manifestants algériens. 
À partir des années 1990, le Paris Saint-Germain Handball ainsi que la section basket du même club élisent comme site de match le stade Pierre-de-Coubertin.

### 1990: arrivée du Paris Saint-Germain Handball
Il accueille depuis 2005 l’Open LFB, première journée du championnat de France de la Ligue féminine de basket. Il a accueilli[Quand ?] l'équipe de basket-ball du Paris Levallois, désormais domiciliée au palais des sports Marcel-Cerdan (Levallois-Perret).
Chaque année, il accueille également deux épreuves de la coupe du monde d'escrime : le Challenge Monal d'épée (en mai) et le Challenge international de Paris de fleuret (en janvier) ainsi que l'Open GDF Suez de tennis féminin (en février) de 1993 à 2014. 
C'est également dans cette salle que se tiennent depuis 2007 les IFB (Internationaux de France de Badminton).
Les IFB sont l'un des douze tournois du circuit des BWF Super Series où s'affrontent les meilleurs joueurs mondiaux. Les championnats du monde de badminton y ont eu lieu du 23 au 30 août 2010.
Coubertin accueille également des événements culturels comme la Rencontre internationale de danse hip-hop en février 2007, ainsi qu'un rassemblement national des clubs d'aviron, courant décembre, pour une compétition de rameur en salle, l'Open de Paris d'aviron indoor.
Il s'y déroule la finale du championnat de France Elite de Savate Boxe Française 2009.
En novembre 2011, il accueille le trophée « Gol de letra », tournoi de futsal à but caritatif présidé par Raí (ancien joueur du Paris Saint Germain), de nombreuses personnalités du football (Leonardo, Nenê) et de l'audiovisuel sont présents.
En 2011 et 2012, Coubertin accueille la finale du championnat de France de volley-ball masculin opposant, les deux années, le Stade Poitevin Volley-Ball au Tours Volley-Ball.
En raison des travaux de rénovation du palais omnisports de Paris-Bercy, les finales de la coupe de France de basket et d'handibasket 2014 se déroule au stade Pierre-de-Coubertin du 9 au 11 mai.

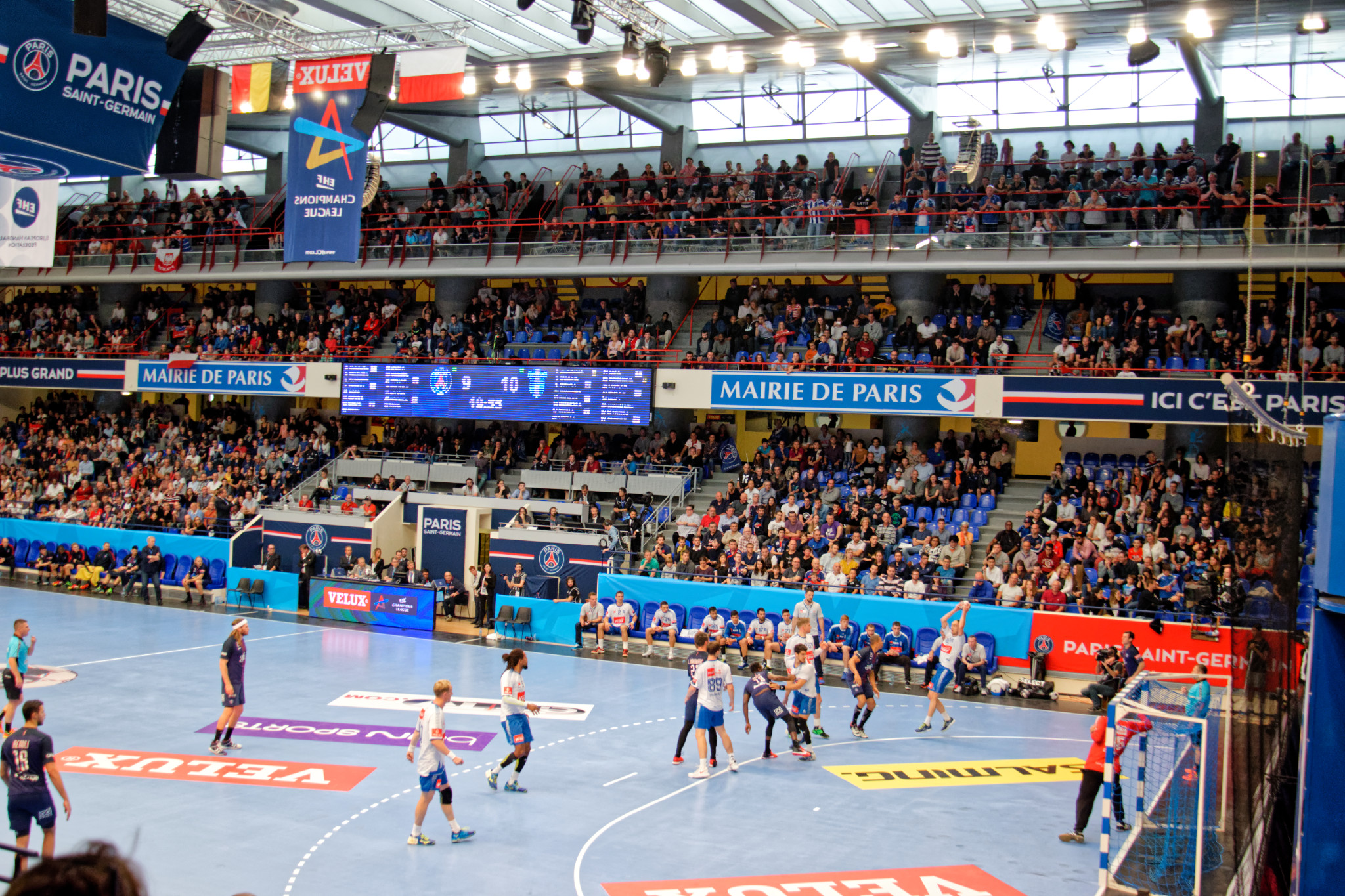
Le premier match du PSG Handball après les travaux du stade en 2016.

Des travaux d'aménagement ont eu lieu à l'été 2016 afin de permettre au PSG Handball d’accueillir des matches de Ligue des champions dès la saison 2016-2017. Les espaces côtés longs ont été élargis en supprimant une rangée de sièges, la tribune presse a changé de côté et se trouve derrière les joueurs et des fauteuils fixes remplacent les chaises d'appoint. Le club avait déjà effectué des travaux de personnalisation de la salle, notamment la pose de sièges rouges et bleus à l'image de ce que l'on peut retrouver au Parc des Princes.
En 2023, dans le cadre des préparatifs pour les Jeux olympiques de Paris 2024, le stade fait l'objet de mises aux normes d'accessibilité pour les personnes à mobilité réduite avec plans inclinés, ascenseurs, mise aux normes des tribunes et des toilettes, installation d'un dispositif de guidage et d'une signalétique adaptée pour les handicaps visuels et sonores, ainsi que la création d'une « zone calme » pour les personnes souffrant de troubles autistiques. Le montant total des travaux s'élève à plus de 7 millions d'euros.
En 2024, à l'occasion des JO, le stade sert de lieu d'entraînement pour les épreuves de trampoline et de gymnastique artistique.

## Configuration
Sa grande salle offre une capacité de 4 016 places pour les rencontres de basket-ball ou de handball et de 4 836 places en configuration boxe.

## Galerie

Vues extérieures
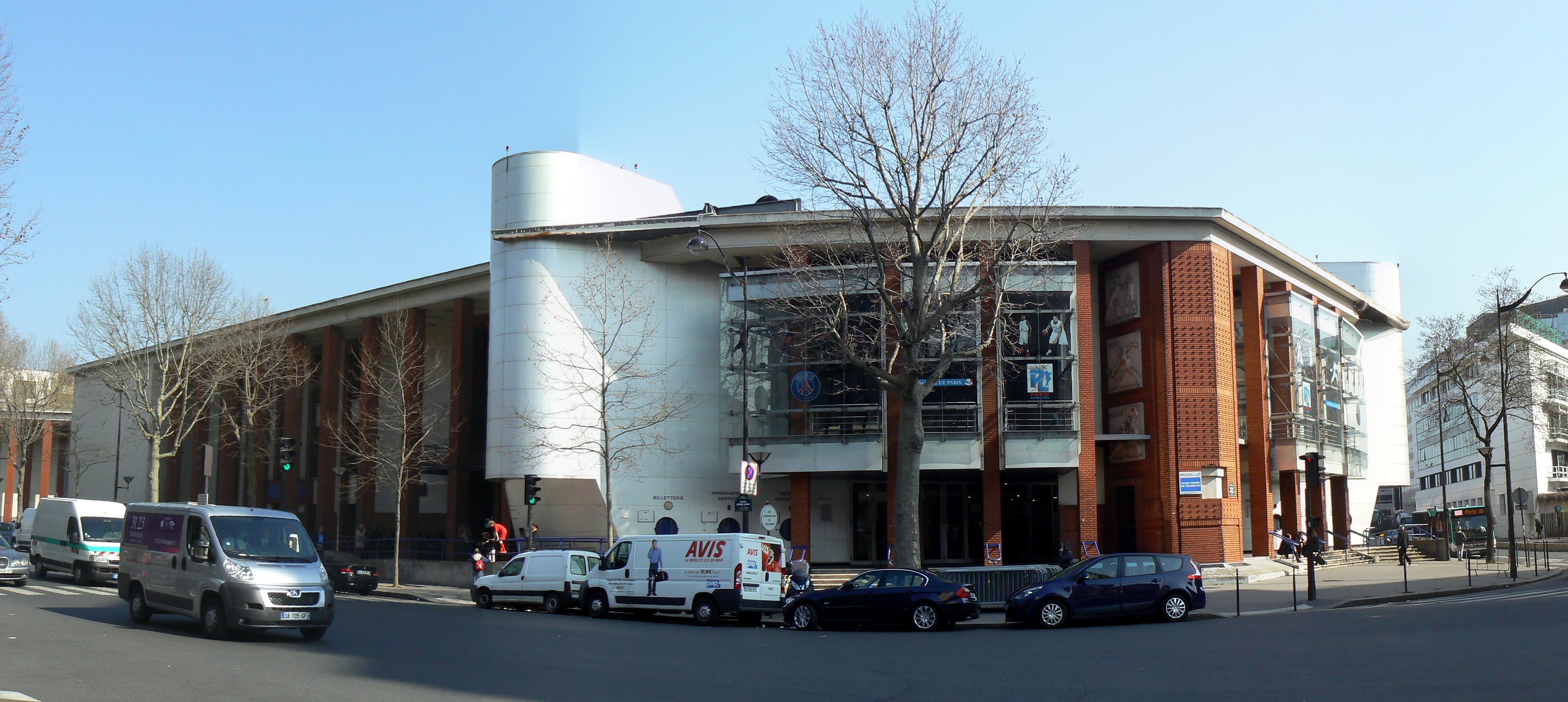
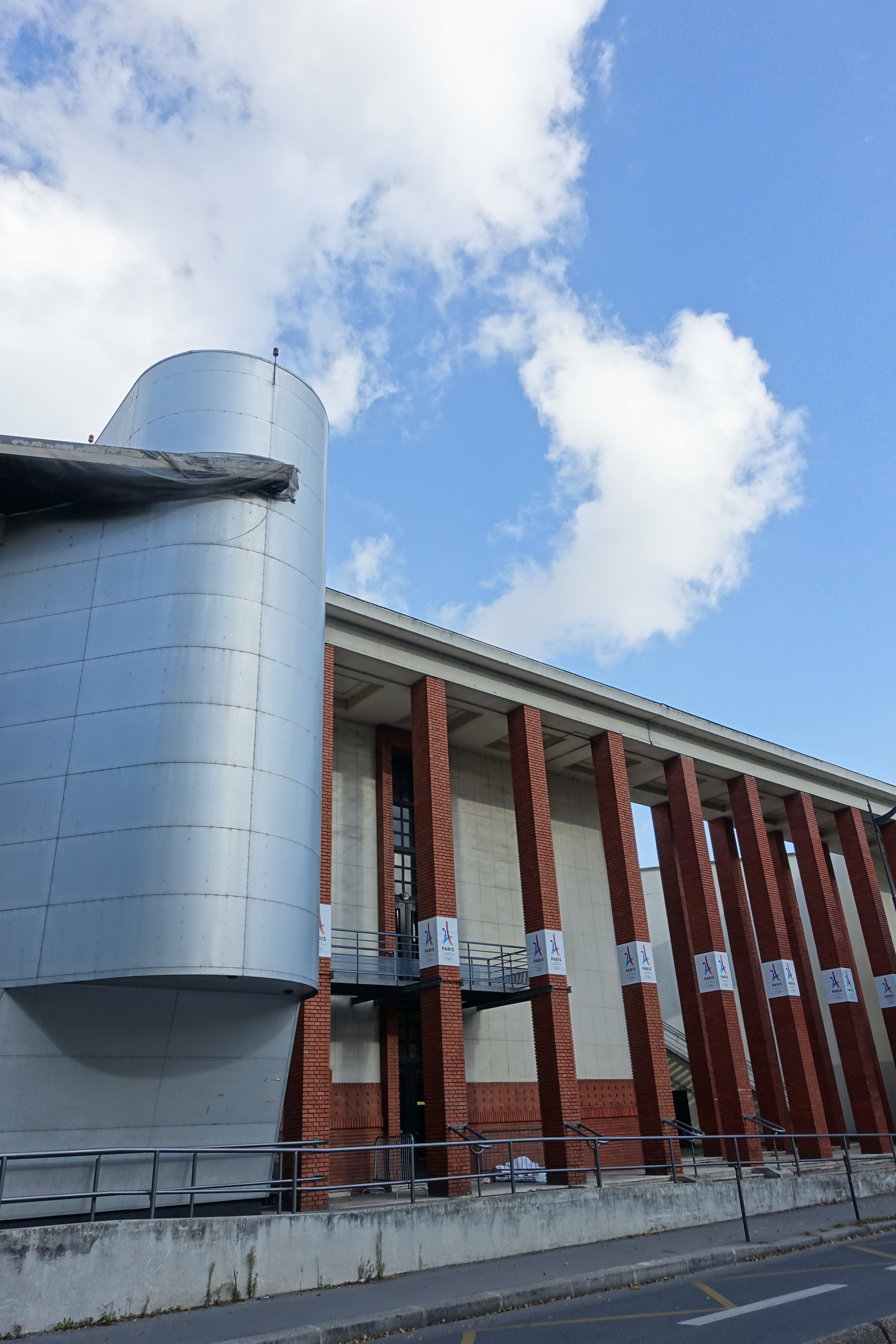
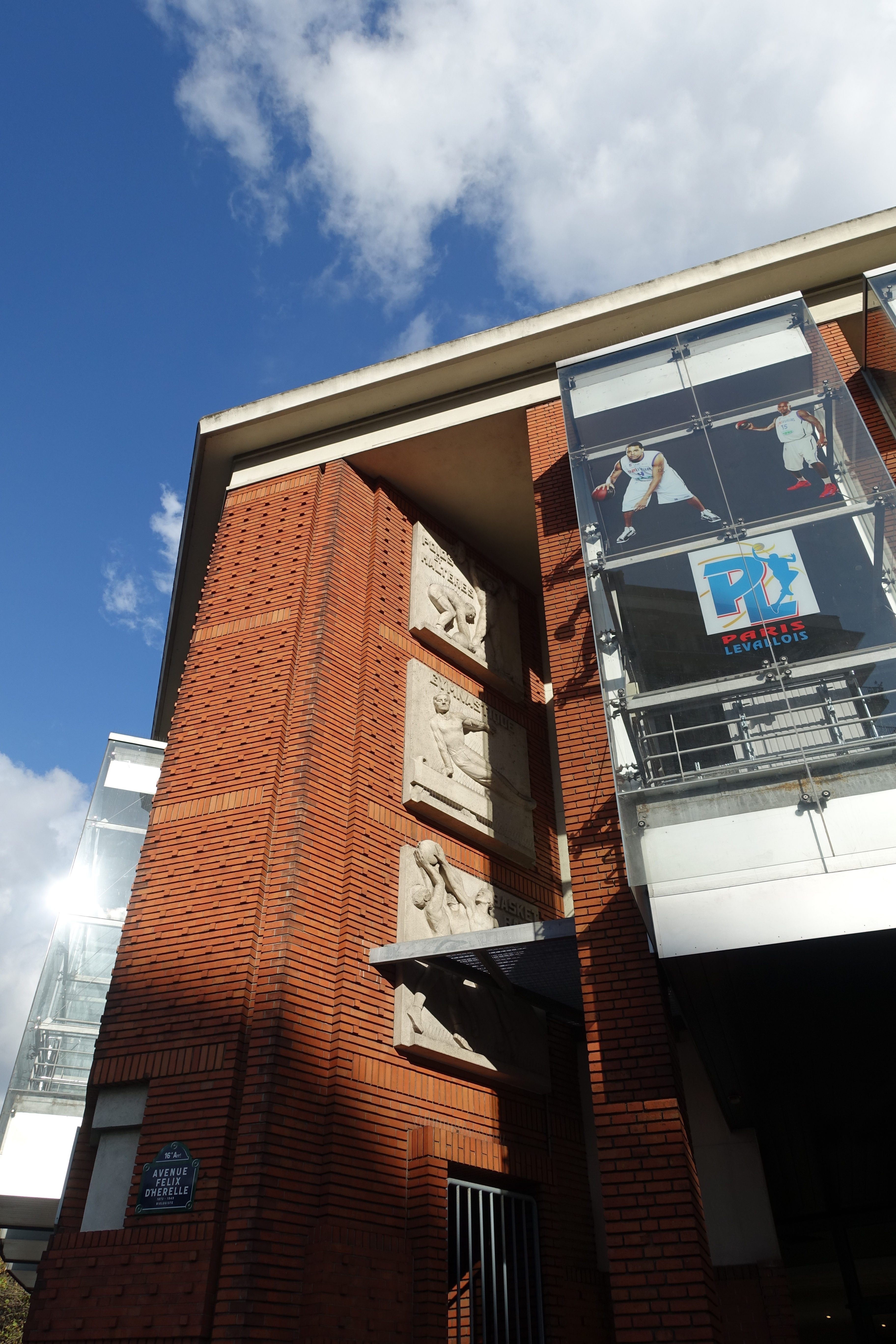
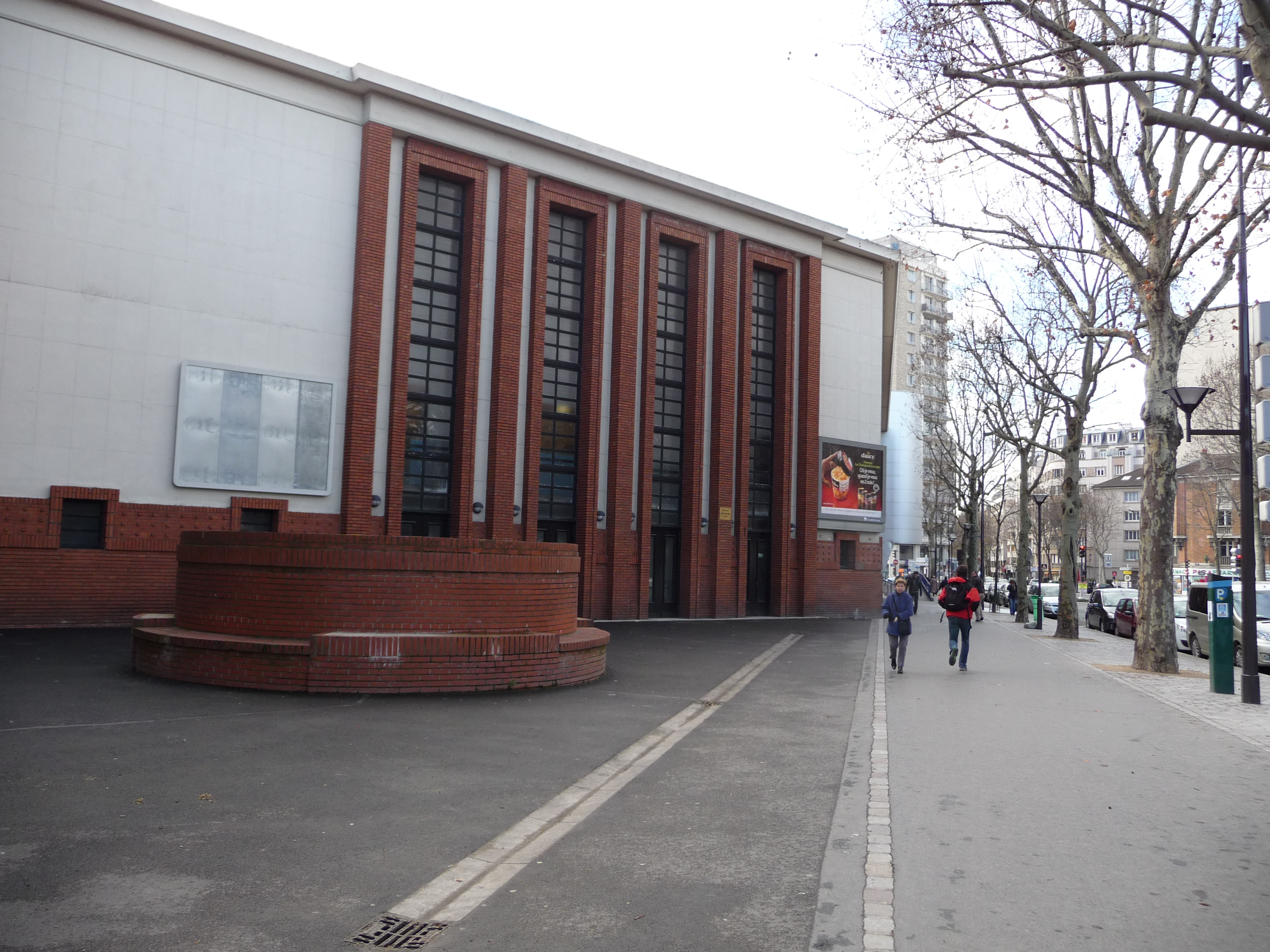

Rencontres sportives
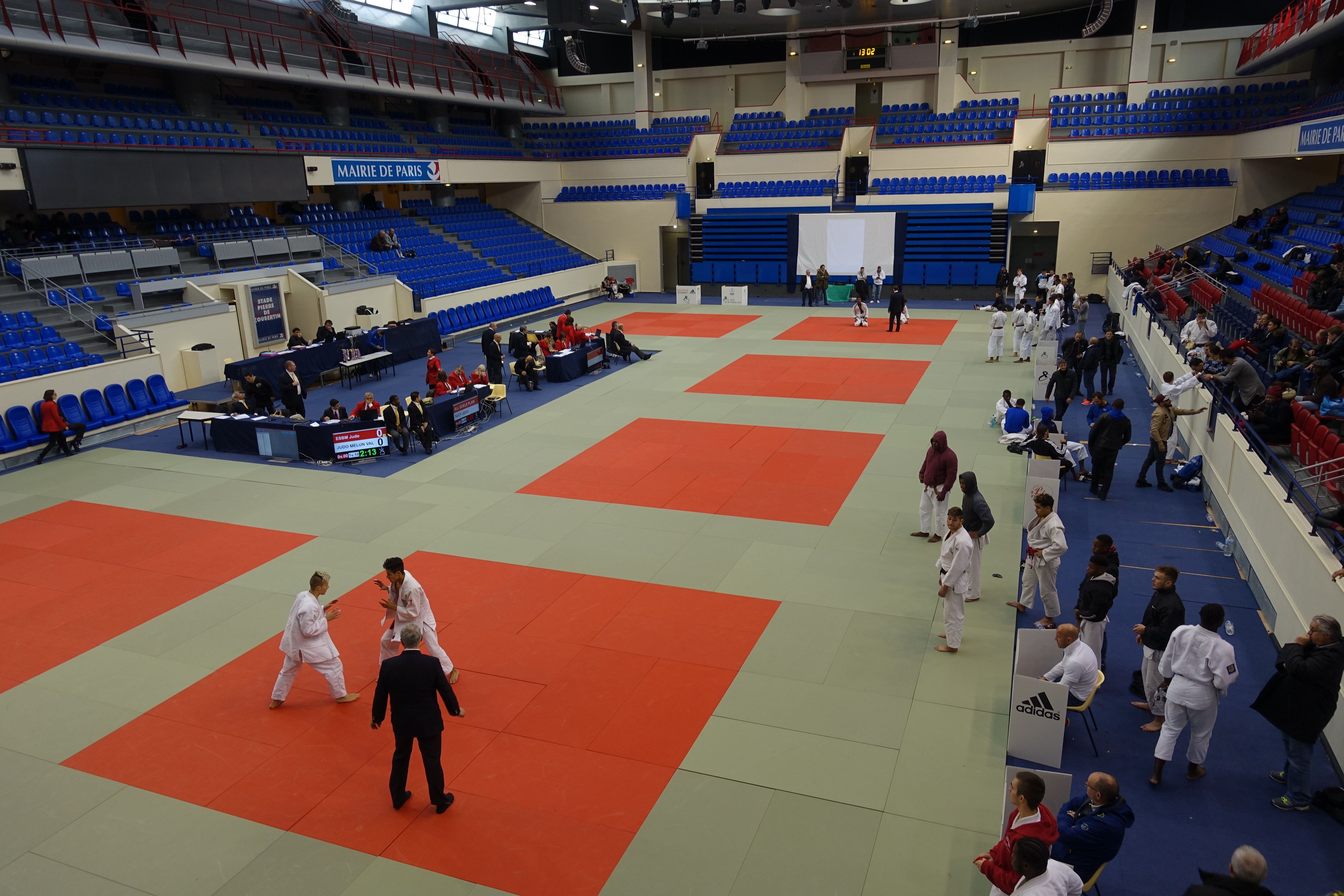
Judo.
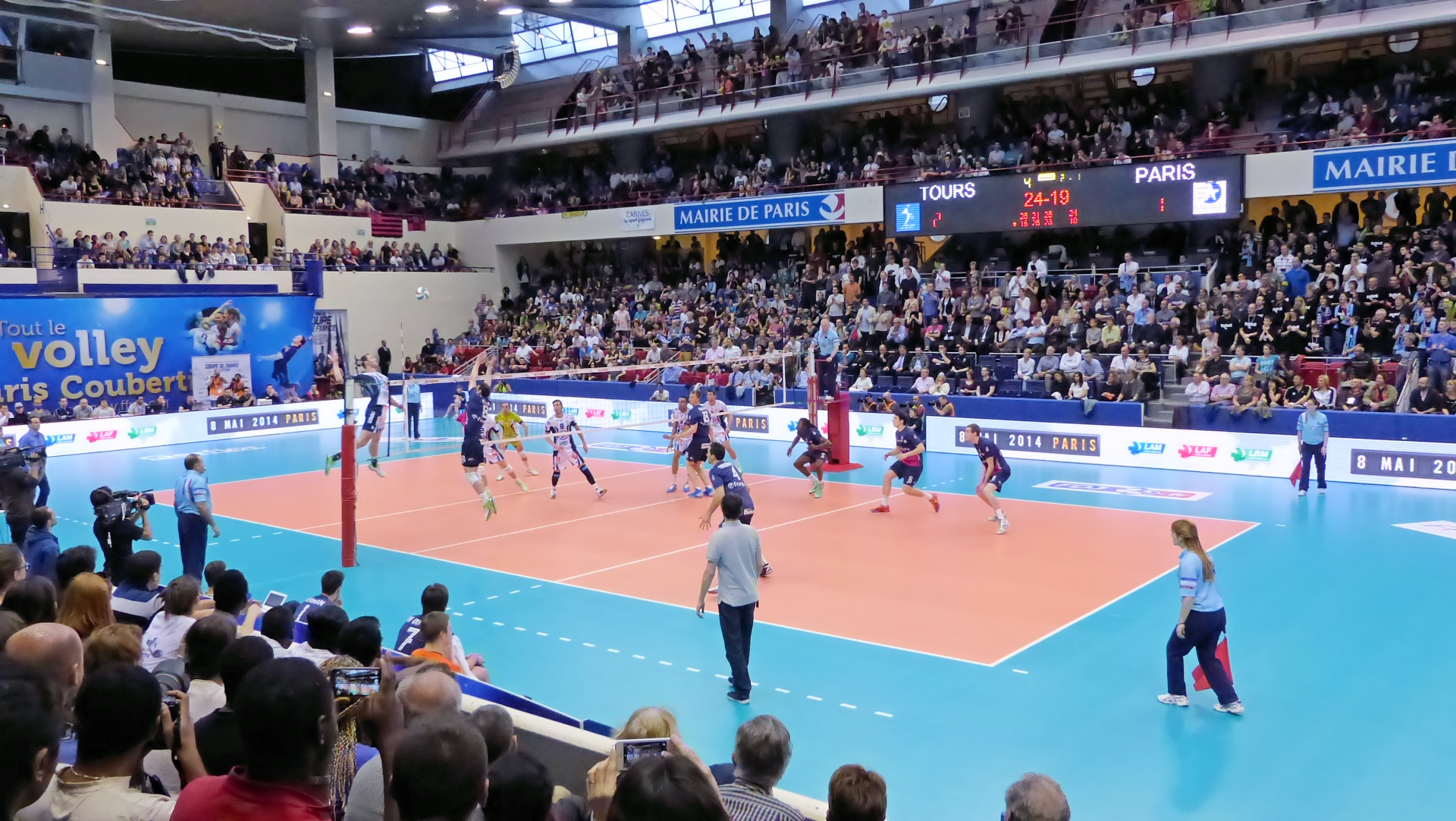
Volley-ball.
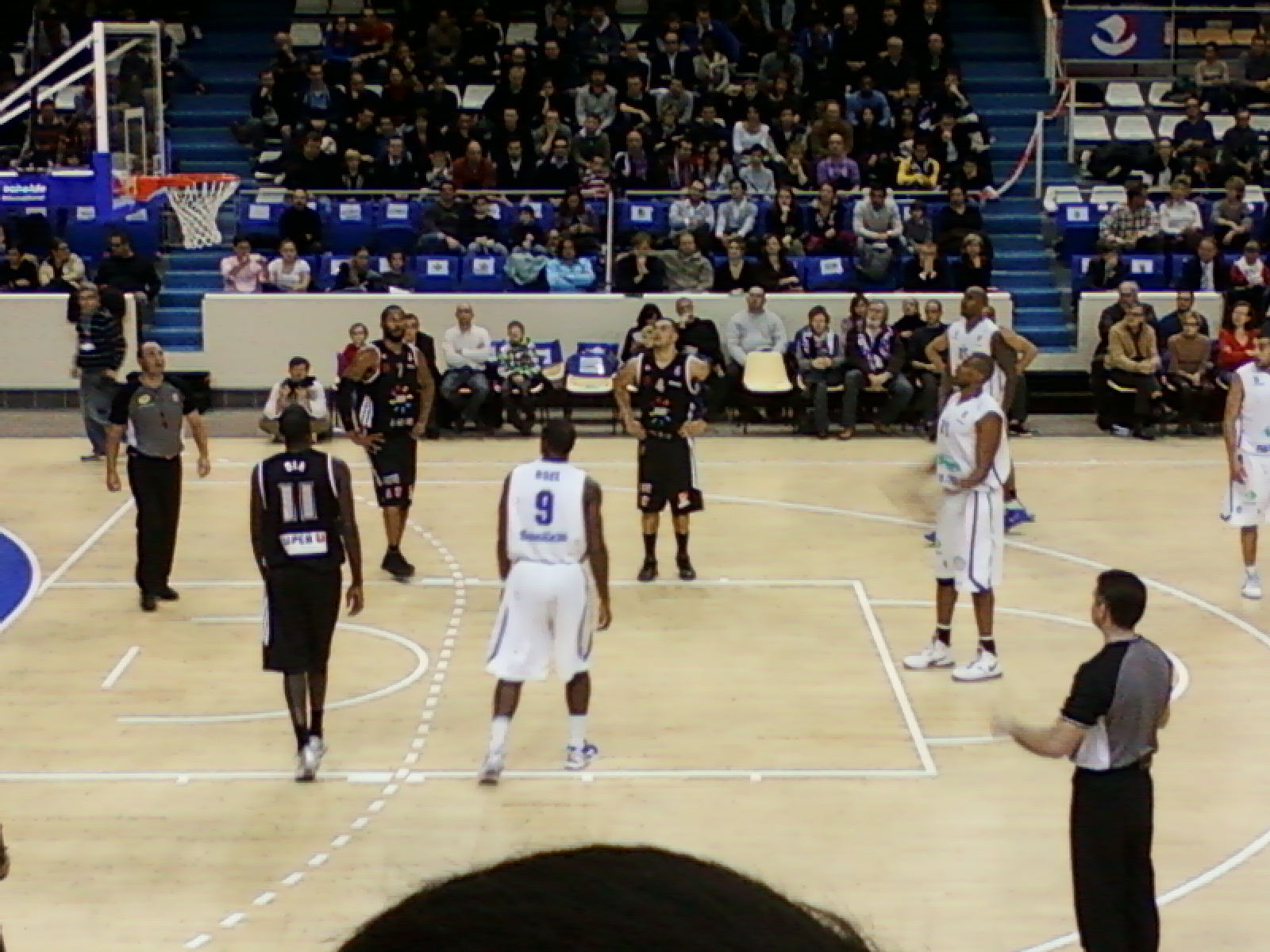
Basket-ball.
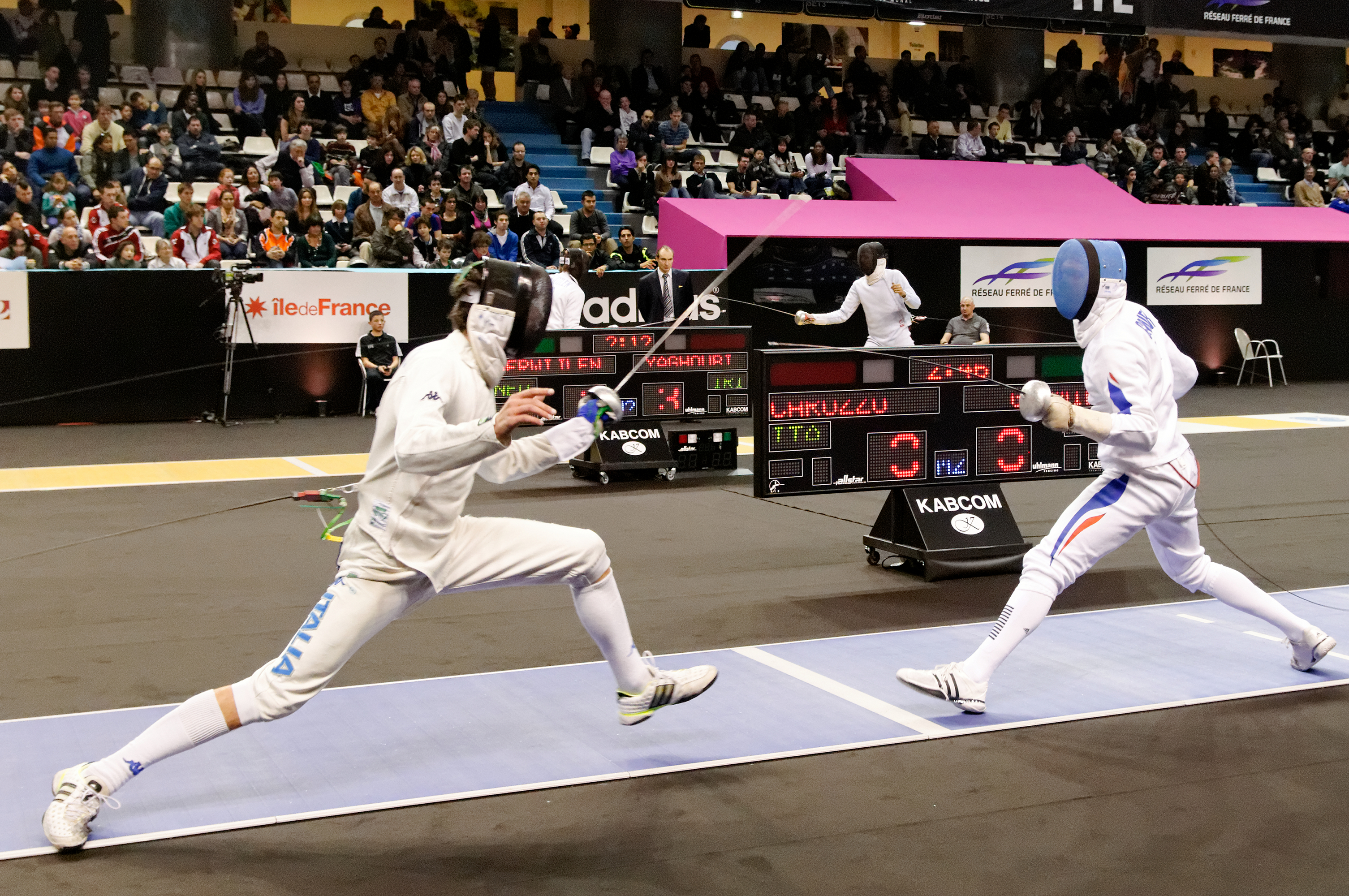
Escrime.